# Final da Taça dos Clubes Campeões Europeus de 1957–58
A Final da Taça dos Clubes Campeões Europeus de 1957–58 foi um jogo de futebol que teve lugar no Estádio do Heysel, em Bruxelas, na Bélgica, a 28 de Maio de 1958. O jogo foi disputado entre o Real Madrid de Espanha e o A.C. Milan de Itália.
O Real Madrid ganhou 3-2 após prolongamento, conseguindo a sua terceira Taça dos Campeões Europeus consecutiva.

## Caminho para a final
| Real Madrid   | Real Madrid | Real Madrid | Real Madrid | Fase             | Milan             | Milan                | Milan   | Milan   |
| ------------- | ----------- | ----------- | ----------- | ---------------- | ----------------- | -------------------- | ------- | ------- |
| Oponente      | Total       | 1º jogo     | 2º jogo     |                  | Oponente          | Total                | 1º jogo | 2º jogo |
| Não jogou     | Não jogou   | Não jogou   | Não jogou   | Fase Preliminar  | Rapid de Viena    | 6–6 (Repetição: 4–2) | 4–1 (C) | 2–5 (F) |
| Royal Antwerp | 8–1         | 2–1 (F)     | 6–0 (C)     | Primeira fase    | Rangers           | 6–1                  | 4–1 (F) | 2–0 (C) |
| Sevilla       | 10–2        | 8–0 (C)     | 2–2 (F)     | Quartas-de-final | Dortmund          | 5–2                  | 1–1 (F) | 4–1 (C) |
| Vasas SC      | 4–2         | 4–0 (C)     | 0–2 (F)     | Semifinais       | Manchester United | 5–2                  | 1–2 (F) | 4–0 (C) |

## Detalhes do jogo
| 28 de Maio de 1958 | Real Madrid                            | 3 – 2 (a.p.) | AC Milan                    | Estádio do Heysel, Bruxelas             |
|                    | Di Stéfano 74' · Rial 79' · Gento 107' |              | Schiaffino 59' · Grillo 78' | Público: 67,000 Árbitro: Albert Alsteen |

| Real Madrid | AC Milan |

| REAL MADRID:                                         |    |                          |
|                                                      |    |                          |
| GR                                                   | 1  | Juan Adelarpe Alonso (c) |
| D                                                    | 2  | Ángel Atienza            |
| D                                                    | 3  | José Santamaría          |
| D                                                    | 4  | Rafael Lesmes            |
| D                                                    | 5  | Juan Santisteban         |
| M                                                    | 6  | José María Zárraga       |
| M                                                    | 7  | Raymond Kopa             |
| M                                                    | 8  | Joseito                  |
| M                                                    | 9  | Alfredo di Stéfano       |
| A                                                    | 10 | Héctor Rial              |
| A                                                    | 11 | Francisco Gento          |
| Treinador:                                           |    |                          |
| Luis Carniglia Árbitros assistentes: Quarto árbitro: |    |                          |

| AC MILAN:      |    |                         |
|                |    |                         |
| GR             | 1  | Narciso Soldan          |
| D              | 2  | Alfio Fontana           |
| D              | 3  | Cesare Maldini          |
| D              | 4  | Eros Beraldo            |
| D              | 5  | Mario Bergamaschi       |
| M              | 6  | Luigi Radice            |
| M              | 7  | Giancarlo Danova        |
| M              | 8  | Nils Liedholm (c)       |
| M              | 9  | Juan Alberto Schiaffino |
| A              | 10 | Ernesto Grillo          |
| A              | 11 | Ernesto Cucchiaroni     |
| Treinador:     |    |                         |
| Giuseppe Viani |    |                         |